# Lasioglossum texanum
Lasioglossum texanum är en biart som först beskrevs av Cresson 1872. Den ingår i släktet smalbin och familjen vägbin. Inga underarter finns listade i Catalogue of Life.

## Beskrivning
Ett avlångt bi med svart huvud och mellankropp. Bakkroppen är i huvudsak orange, med tergit (segmenten på ovansidan) 3 ofta mörk, samt tergiterna 4 och 5 vanligen mörkare orangebruna. Behåringen på huvud och mellankropp är vit och tämligen gles. Hanen har kort, tillplattad behåring i nedre delen av ansiktet. Arten har mycket stora punktögon (ocelli), som är tydligt synliga ovanför facettögonen, som också de är påtagligt stora. Honan är mellan 8 och 11 mm, hanen mellan 7 och 9 mm.

## Ekologi
Lasioglossum texanum är ett solitärt bi där honan gräver ett underjordiskt bo. Detta består av en enkel tunnel i sandjord, med larvcellerna i änden på tvärgångar.
Arten, som framför allt är aktiv under kvällar och nätter, är oligolektisk, den är specialiserad på dunörtsväxter, särskilt nattljussläktet. Aktivitetsperioderna är kopplade till måncykeln; arten är aktiv längre in på natten under nätter med synlig måne.
Honan är aktiv mellan april och december, med en topp under maj till juli. Hanen är aktiv från juni till oktober.

## Utbredning
Utbredningsområdet omfattar centrala USA med nordgräns från Wyoming över South Dakota till Illinois, östgräns från Illinois till Texas, västgräns från Wyoming över Colorado till New Mexico, och sydgräns från New Mexico till Texas.